# Динаміка (музика)
Дина́міка в музиці — одна зі сторін організації музики, тісно пов'язана з силою звучання та дією різних акустичних компонентів.
Основні позначення динаміки:
- (італ. forte, читається фо́рте) — голосно, сильно.
- (італ. piano, читається піа́но) — тихо, слабо

Проміжні градації динаміки:
- (італ. mezzo-forte, читається ме́цо-форте) — помірно голосно:
- (італ. mezzo-piano, читається ме́цо-піано) — помірно тихо і т. д.

Максимальна та мінімальна динаміка позначається двома або більшою кількістю знаків, наприклад:
- (форти́симо, італ. fortissimo) — дуже голосно,
- (піані́симо, італ. pianissimo) — дуже тихо.

Для позначення поступової зміни гучності використовуються такі терміни:
- креще́ндо (італ. crescendo), поступове посилення звучання,
- димінуе́ндо (італ. diminuendo), або декреще́ндо (італ. decrescendo) — поступове ослаблення. У нотах вони позначаються скорочено як cresc. і dim. (або decresc.).

Для цих же цілей використаються особливі знаки, що являють собою пари ліній, з'єднаних з однієї сторони й розбіжних із іншої. Якщо лінії ліворуч праворуч розходяться (<), це означає посилення звуку, якщо сходяться (>) — ослаблення. Наступний фрагмент нотного запису вказує на помірковано голосний початок, потім посилення звуку й потім його ослаблення:
Позначення cresc., dim., f та p можуть супроводжуватися додатковими вказівками: poco (по́ко — трохи), poco a poco (поко а поко — мало-помалу), subito або sub. (су́біто — раптово), piu (піу — більше, значніше) тощо. Так, наприклад, piu forte означає голосніше.

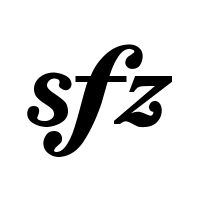
Позначення сфорцандо

Динаміка є важливим виражальним засобом, здатним впливати на сприймання музики, викликати у слухачів різноманітні асоціації. Використання динаміки зумовлюється змістом і характером музики, особливостями її структури та стилю. Логіка співвідношення музичних звучань — одна з основних умов художнього виконання.